# Matthew Millar
Matthew Millar (Melbourne, 23 agosto 1996) è un calciatore australiano, difensore dell'Havadar.

## Carriera
Cresciuto nel settore giovanile del Melbourne City, dopo un breve periodo nelle serie dilettantistiche del calcio australiano, il 21 ottobre 2015 ha esordito in prima squadra, in occasione dell'incontro di FFA Cup perso per 3-1 contro il Perth Glory, partita nella quale realizza anche la sua prima rete con la squadra. Il 30 ottobre successivo ha anche esordito in A-League Men, disputando l'incontro perso per 2-3 contro il Newcastle Jets. Dopo un altro breve periodo nei campionati minori australiani, nel 2018 si trasferisce al C.C. Mariners, in prima divisione. L'anno successivo viene ceduto al Newcastle Jets. Il 5 ottobre 2020 passa in prestito allo Shrewsbury Town, nella terza divisione inglese. Tuttavia, il 19 gennaio 2021 il prestito viene interrotto, facendo rientro alla base. Conclusa la stagione con il Newcastle Jets, rimane svincolato. Il 7 settembre seguente trova un accordo con gli scozzesi del St. Mirren. Nel 2022 fa ritorno in patria nelle file del Macarthur.

## Statistiche

### Presenze e reti nei club
Statistiche aggiornate al 26 dicembre 2022.
| Stagione              | Squadra               | Campionato            | Campionato | Campionato | Coppe nazionali | Coppe nazionali | Coppe nazionali | Coppe continentali | Coppe continentali | Coppe continentali | Altre coppe | Altre coppe | Altre coppe | Totale | Totale |
| Stagione              | Squadra               | Comp                  | Pres       | Reti       | Comp            | Pres            | Reti            | Comp               | Pres               | Reti               | Comp        | Pres        | Reti        | Pres   | Reti   |
| --------------------- | --------------------- | --------------------- | ---------- | ---------- | --------------- | --------------- | --------------- | ------------------ | ------------------ | ------------------ | ----------- | ----------- | ----------- | ------ | ------ |
| 2015-2016             | Melbourne City        | A                     | 4          | 0          | CA              | 1               | 1               |                    | -                  | -                  |             | -           | -           | 5      | 1      |
| 2018-2019             | C.C. Mariners         | A                     | 24         | 1          | CA              | 0               | 0               |                    | -                  | -                  |             | -           | -           | 24     | 1      |
| 2019-2020             | Newcastle Jets        | A                     | 24         | 4          | CA              | 3               | 0               |                    | -                  | -                  |             | -           | -           | 27     | 4      |
| ott. 2020-gen. 2021   | Shrewsbury Town       | FL1                   | 9          | 1          | FACup+CdL       | 2 + -           | 0               |                    | -                  | -                  | FLT         | 2           | 1           | 13     | 2      |
| gen.-giu. 2021        | Newcastle Jets        | A                     | 18         | 0          |                 | -               | -               |                    | -                  | -                  |             | -           | -           | 18     | 0      |
| Totale Newcastle Jets | Totale Newcastle Jets | Totale Newcastle Jets | 42         | 4          |                 | 3               | 0               |                    | -                  | -                  |             | -           | -           | 45     | 4      |
| set. 2021-2022        | St. Mirren            | SP                    | 11+1       | 0          | CS+CdL          | 0 + -           | 0               |                    | -                  | -                  |             | -           | -           | 12     | 0      |
| 2022-2023             | Macarthur             | A                     | 9          | 2          | CA              | 2               | 0               |                    | -                  | -                  |             | -           | -           | 11     | 2      |
| Totale carriera       | Totale carriera       | Totale carriera       | 100        | 8          |                 | 8               | 1               |                    | -                  | -                  |             | 2           | 1           | 110    | 10     |

## Palmarès

### Club

#### Competizioni nazionali
- Australia Cup: 1

Macarthur: 2022
- Campionato tagiko: 1

Istiklol: 2024